# Braniștea (Bistrița-Năsăud)
Braniștea (Hongaars: Árpástó) is een Roemeense gemeente in het district Bistrița-Năsăud.
Braniștea telt 3284 inwoners. 
De gemeente bestaat uit drie dorpen; 
- Braniştea (Árpástó)
- Cireşoaia (Magyardécse; Duits: Bellsdorf)
- Măluţ (Omlásalja).

De dorpen Branistea en Ciresoaia kennen een Hongaarse meerderheid en zijn daarmee samen een van de Hongaarse enclaves in het district. Ze maken onderdeel uit van de etnografische regio Transylvanische Vlakte.

## Demografie
In 2011 was de bevolkingssamenstelling als volgt:
- Cireşoaia (Magyardécse) 1 338 inwoners, waarvan 1 315 Hongaren (98,9%)
- Braniştea (Árpástó) 1 137 inwoners, waarvan 579 Hongaren (51,6%)
- Măluţ 572 inwoners, 3 Hongaren (0,5%)